# Huttens letzte Tage
Huttens letzte Tage (veröffentlicht 1872) ist ein Gedichtzyklus von Conrad Ferdinand Meyer. Vor dem Hintergrund der deutschen  Reichsgründung 1871 gelang Meyer mit diesem Werk der literarische Durchbruch. 
Der Zyklus besteht aus acht Kapiteln mit 71 Strophen. Er handelt vom sterbenskranken Ritter und Humanisten Ulrich von Hutten, der auf die Insel Ufenau kommt und sich einrichtet, um dort seine letzten Tage zu verleben. Ungebeugt rechtfertigt er seinen Kampf für die Reformation und wider das Papsttum.

## Inhalt

### Die Ufenau
- Die Landung
- Die erste Nacht
- Huttens Hausrat
- „Ritter, Tod und Teufel“
- Konsultation

### Das Buch der Vergangenheit
- Das Geflüster
- Gloriola
- Der Stoff
- Epistulae obscurorum virorum
- Der Vetter Hans
- Der Ritter ohne Furcht und Tadel
- Romfahrt
- Die Ablaßbude
- Lügengeister
- Das Hütlein
- Das Kindlein in Mainz
- Die Mainzerspieße
- Die Gebärde
- Mißverständnis
- Jacta est alea
- Der Edelstein
- Der Komtur

### Einsamkeit
- Die Flut
- Was die Glocken sagen
- Astrologie
- Homo sum
- Ariost
- Bin ich ein Dichter?
- Der letzte Humpen
- Der Uli
- Die deutsche Bibel
- Luther
- Die Vorrede
- Erasmus
- Das Huttenlied
- Deutsche Libertät
- Der Schmied

### Huttens Gast
- Der Pilger
- Die Mahlzeit
- Das Gebet
- Fiebernacht

### Menschen
- Die Bilderstürmer
- Der Trunk
- Der Schaffner
- Der kleine Ferge
- Schweizer und Landsknechte
- Vermächtnis
- Abendstimmung
- Nachtgespräch
- Mythos
- Der Pfarrer
- Paracelsus
- Die Beichte
- Göttermord
- Das fallende Land
- Reife

### Dämonen
- Der wilde Hutten
- Herzog Ulrich
- Sturm und Schilf
- Die Menschheit
- Feldmann
- „Der arme Heinrich“
- Anzeige
- Der letzte Brief
- Die Traube
- Das Kreuz
- Ein christliches Sprüchlein
- Ein heidnisches Sprüchlein
- Der Strom des Lebens
- Scheiden im Licht
- Abfahrt